# Ariane Smit
Ariane Smit (22 januari 1997) is een Nederlands langebaanschaatsster.
In 2016 werd ze derde bij de Meisjes junioren A op de Nederlandse kampioenschappen schaatsen pure sprint 2016.
In 2017 was ze deelneemster aan de Nederlandse kampioenschappen schaatsen sprint 2017.
In 2020 nam Smit deel aan de NK Allround in Thialf Heerenveen.

## Records

### Persoonlijke records[1]
| Afstand    | Tijd    | Datum            | Baan       |
| ---------- | ------- | ---------------- | ---------- |
| 500 meter  | 40,75   | 26 januari 2019  | Heerenveen |
| 1000 meter | 1.21,29 | 6 november 2016  | Inzell     |
| 1500 meter | 2.04,55 | 27 januari 2019  | Heerenveen |
| 3000 meter | 4.20,65 | 22 december 2019 | Leeuwarden |
| 5000 meter | 7.46,97 | 12 januari 2020  | Groningen  |